# Josef Veselý (voják)
Josef Veselý (13. února 1908 Dukovany – 22. prosince 1994 Dukovany) byl český voják a dělník.

## Biografie
Josef Veselý se narodil v roce 1908 v Dukovanech, roku 1925 absolvoval reálné gymnázium ve Velkém Meziříčí a nastoupil na základní vojenskou službu do Košic. Po vojně pokračoval na důstojnické škole a po ukončení odešel na Vojenskou akademii v Hranicích. Po studiích nastoupil k pěšímu pluku v Chomutově, kde se věnoval výuce branců. Následně byl převelen do Bratislavy. Po napadení Československa se vrátil zpět do Dukovan a rozhodl se pro emigraci. Odešel pak na Slovensko a přes Maďarsko a Jugoslávii emigroval do Bejrútu. Posléze byl odvezen do Agde, kde nastoupil do československé armády, kde jako důstojník z povolání velel rotě a posléze velel i praporu.
Poté, co se Francie vzdala Německu odešel spolu s dalšími do Velké Británie, začínal v Liverpoolu a následně byl ubytován v Cholmondeley a posléze v Moreton Paddox. Po vzniku exilové vlády se v roce 1942 stal členem osobní ochranky Edvarda Beneše. Posléze opět působil u motorizovaného praporu československé armády. Při osvobození Francie velel nově transformované tankové jednotce (vznikla z původního motorizovaného praporu) a zúčastnil se mimo jiné i bitvy u Dunkerku. Posléze jednotka přes Lucembursko a Německo pokračovala do Československa, kde ukončila tažení v Plzni.
Po skončení druhé světové války se vrátil na Vojenskou akademii v Hranicích, kde nadále vyučoval, posléze vyučoval také v Milovicích, Válečné škole v Praze a pracoval také na zemském vojenském velitelství. Po roce 1949 byl propuštěn a musel pracovat v dělnických profesích. Nastoupil do dřevařského závodu v Praze-Krči, zpočátku pracoval jako dělník, posléze jako skladník. Následně pracoval v dalších pozicích až do roku 1968, kdy byl rehabilitován. V důchodu žil v Dukovanech, kde v roce 1994 zemřel. Je pohřben na hřbitově v Dukovanech.
Dne 26. května 2013 byla v Dukovanech nedaleko domu s pečovatelskou službou odhalena busta Josefa Veselého. Autory jsou Stanislav F. Müller a Bohumíra Smolejová.